# Víctor Ugarte
Víctor Agustín Ugarte Oviedo (1926. május 5. – 1995. március 20.), bolíviai válogatott labdarúgó.
A bolíviai válogatott tagjaként részt vett az 1947-es, az 1949-es, az 1953-as, az 1959-es és az 1963-as Dél-amerikai bajnokságon illetve az 1950-es világbajnokságon.

## Külső hivatkozások
- Víctor Ugarte – a FIFA adatbázisában